# Artigues (Hautes-Pyrénées)
Artigues ist eine französische Gemeinde mit 13 Einwohnern (Stand 1. Januar 2022) im Département Hautes-Pyrénées in der Region Okzitanien (vor 2016: Midi-Pyrénées). Sie gehört zum Arrondissement Argelès-Gazost und zum Kanton Lourdes-2.
Die Einwohner werden Artiguais und Artiguaises genannt.

## Geographie
Artigues liegt in den Pyrenäen, circa fünf Kilometer südöstlich von Lourdes in dessen Einzugsbereich (Aire urbaine) in der historischen Provinz Bigorre.
Umgeben wird Artigues von den fünf Nachbargemeinden:
|        | Les Angles                                  |                            |
| Jarret | Kompassrose, die auf Nachbargemeinden zeigt | Sère-Lanso                 |
|        | Saint-Créac                                 | Juncalas (Berührungspunkt) |

Artigues liegt im Einzugsgebiet des Flusses Adour. Der Ruisseau des Moulettes, ein Nebenfluss des Échez, entspringt auf dem Gebiet der Gemeinde und fließt an der Grenze zur östlichen Nachbargemeinde Sère-Lanso entlang.

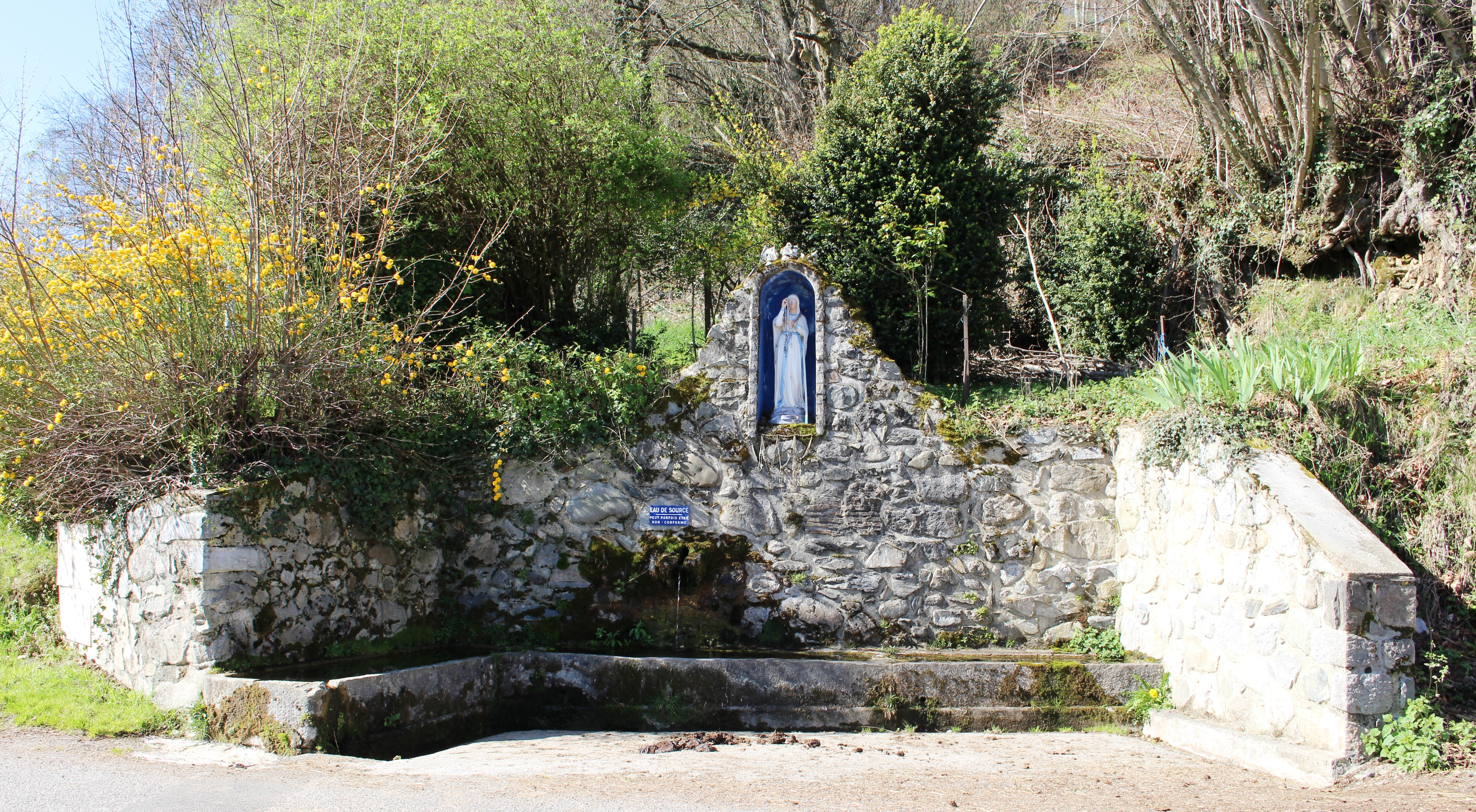
Brunnen und Marienstatue in Artigues

## Toponymie
Der okzitanische Name der Gemeinde heißt Artigas. Er ist aus den okzitanischen artiga (deutsch gerodetes Land) und aus dem urkeltischen artica (deutsch Brachland) entstanden.
Toponyme und Erwähnungen von Artigues waren:
- De Artigas (1313, Steuerliste Debita regi Navarre),
- [De] Arigiis (1342, Kirchenregister von Tarbes),
- Artigues (1429, Zensus der Grafschaft Bigorre),
- Artigues (1750, Karte von Cassini),
- Artigue ez Angles (1780, Kirchenbücher),
- Artigues (1793 und 1801, Notice Communale bzw. Bulletin des lois).[4][5][6]

## Einwohnerentwicklung

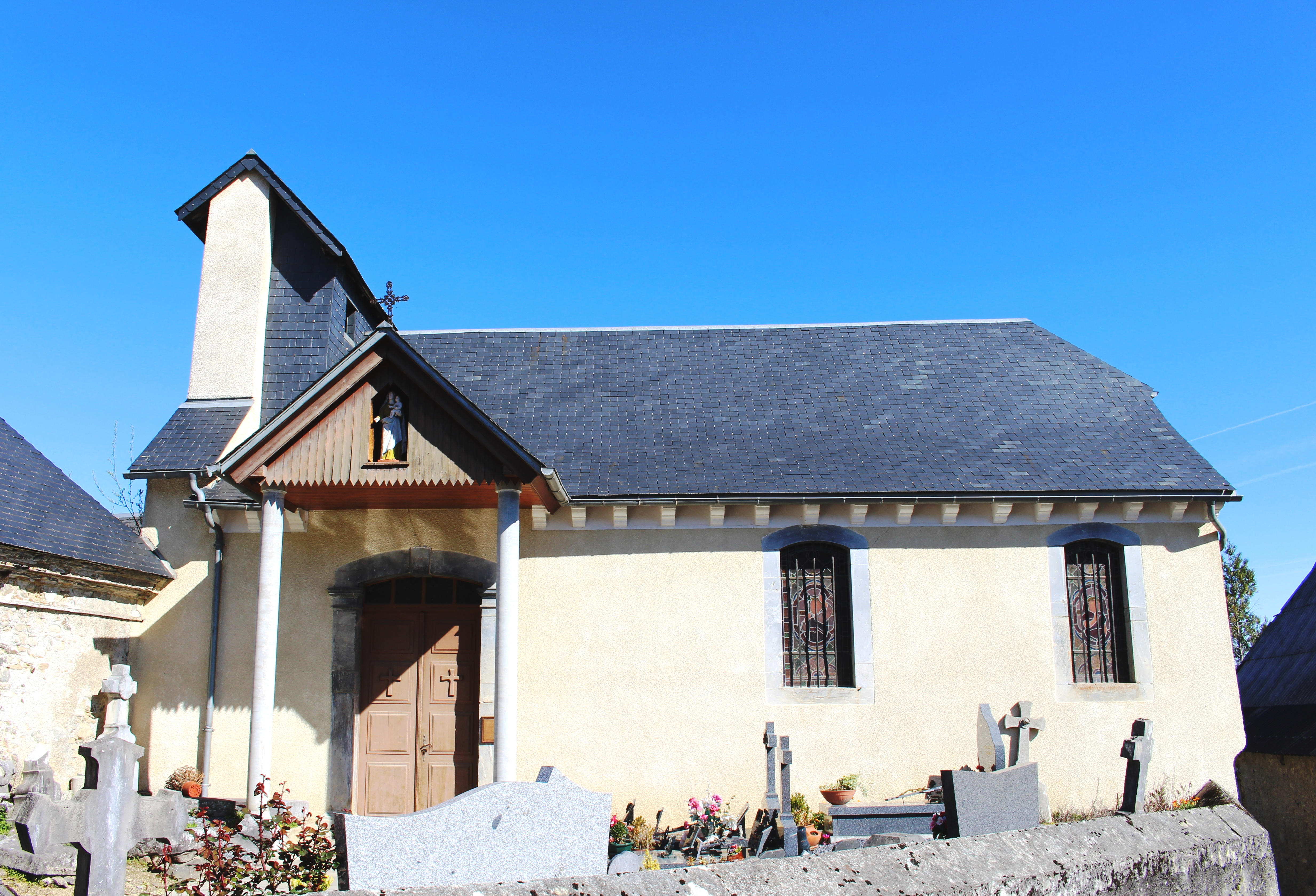
Pfarrkirche du Martyre-de-Saint-Jean-Baptiste

Nach Beginn der Aufzeichnungen stieg die Einwohnerzahl bis zur zweite Hälfte des 19. Jahrhunderts auf einen Höchststand von rund 95. In der Folgezeit sank bis heute die Größe der Gemeinde bei kurzen Erholungsphasen.
| Jahr      | 1962 | 1968 | 1975 | 1982 | 1990 | 1999 | 2006 | 2011 | 2022 |
| --------- | ---- | ---- | ---- | ---- | ---- | ---- | ---- | ---- | ---- |
| Einwohner | 23   | 30   | 30   | 27   | 24   | 29   | 24   | 24   | 13   |

## Sehenswürdigkeiten
- Pfarrkirche du Martyre-de-Saint-Jean-Baptiste. Die Vorhalle datiert aus dem Jahr 1752. Die Kirche birgt in ihrem Inneren ein Altarretabel am Hauptaltar aus dem 18. Jahrhundert, das seit dem 11. Februar 1983 als Monument historique eingeschrieben ist. Das Flachrelief stellt die Enthauptung Johannes des Täufers dar.[8][9]

## Wirtschaft und Infrastruktur
Artigues liegt in den Zonen AOC der Schweinerasse Porc noir de Bigorre und des Schinkens Jambon noir de Bigorre.

### Verkehr
Artigues wird durchquert von der Route départementale 97.